# Zarmandoukht
Zarmandoukht est reine douairière d’Arménie de 378 à 384.

## Biographie
Zarmandoukht est l’épouse du roi arsacide Pap d'Arménie. Les historiens arméniens ne fournissent aucune information sur l’origine familiale de la reine.
En 378 après la destitution du roi Varazdat, Manouel Mamikonian le sparapet (commandant en chef) n’ose pas abolir la monarchie. Il utilise la veuve du roi Pap comme reine douairière pour continuer à gouverner en son nom comme régent. Il présente au peuple Zarmandoukht et ses deux fils, Arshak et Valarchak, qu’il a élevés comme ses propres enfants.
La reine Zarmandoukht reçoit les honneurs dus à une reine et son fils aîné Arshak épouse la propre fille du régent.
Dans la crainte d’une intervention romaine, la reine et le régent se rapprochent de la Perse et reçoivent du vieux roi Sapor II des présents et la protection d’un corps de cavalerie commandé par le marzban Suren.
L’entente arméno-perse ne survit pas au roi Sapor II et, sous ses faibles successeurs, le régent se tourne vers Rome dont la puissance a été restaurée par Théodose Ier. Manuel Mamikonian décide alors avec l’accord tacite des deux empires de restaurer les fils du roi Pap d'Arménie, Arshak III et Valarchak, ce qui met fin au « règne » de la reine Zarmandoukht.